# OK Mladost Brčko
Odbojkaški klub Mladost Brčko (w skrócie OK Mladost Brčko) – bośniacki męski klub siatkarski z Brczka założony w 2007 roku. Siedmiokrotny mistrz Bośni i Hercegowiny, ośmiokrotny zdobywca Pucharu Bośni i Hercegowiny oraz jedenastokrotny zdobywca Pucharu Republiki Serbskiej.
Do 2011 roku siedziba klubu mieściła się w miejscowości Ražljevo. W sezonie 2010/2011 klub zadebiutował w najwyższej klasie rozgrywkowej. Pierwszy mistrzowski tytuł zdobył w sezonie 2013/2014.
Swoje mecze domowe rozgrywa w hali sportowej Magnet przy gimnazjum "Vaso Pelagić" w Brczku.

## Bilans sezonów
| Sezon     | Rozgrywki ligowe | Rozgrywki ligowe | Puchar      |
| Sezon     | Poziom           | Miejsce          | Puchar      |
| --------- | ---------------- | ---------------- | ----------- |
| 2010/2011 | Premijer liga    | 6/10             | finał       |
| 2011/2012 | Premijer liga    | 2/10             | półfinał    |
| 2012/2013 | Premijer liga    | 3/10             | ćwierćfinał |
| 2013/2014 | Premijer liga    | 1/10             | zwycięstwo  |
| 2014/2015 | Premijer liga    | 1/10             | zwycięstwo  |
| 2015/2016 | Premijer liga    | 1/10             | zwycięstwo  |
| 2016/2017 | Premijer liga    | 1/10             | zwycięstwo  |
| 2017/2018 | Premijer liga    | 1/10             | zwycięstwo  |
| 2018/2019 | Premijer liga    | 1/10             | zwycięstwo  |
| 2019/2020 | Premijer liga    | —/10             | —           |
| 2020/2021 | Premijer liga    | 1/10             | zwycięstwo  |
| 2021/2022 | Premijer liga    | 2/10             | zwycięstwo  |
| 2022/2023 | Premijer liga    | 9/10             | —           |
| 2023/2024 | I liga RS        | 6/6              | —           |

Poziom rozgrywek:
     pierwszy poziom
     drugi poziom

## Udział w europejskich pucharach
| Sezon     | Puchar           | Osiągnięcie            |
| --------- | ---------------- | ---------------------- |
| 2012/2013 | Puchar Challenge | II runda               |
| 2013/2014 | Puchar Challenge | 1/16 finału            |
| 2014/2015 | Puchar CEV       | 1/16 finału            |
| 2014/2015 | Puchar Challenge | 1/8 finału             |
| 2015/2016 | Puchar Challenge | II runda               |
| 2016/2017 | Puchar CEV       | 1/16 finału            |
| 2017/2018 | Liga Mistrzów    | I runda kwalifikacyjna |
| 2017/2018 | Puchar CEV       | 1/32 finału            |
| 2018/2019 | Liga Mistrzów    | I runda kwalifikacyjna |
| 2018/2019 | Puchar CEV       | 1/8 finału             |
| 2019/2020 | Liga Mistrzów    | I runda kwalifikacyjna |
| 2019/2020 | Puchar CEV       | 1/8 finału             |
| 2021/2022 | Liga Mistrzów    | I runda kwalifikacyjna |
| 2021/2022 | Puchar CEV       | 1/32 finału            |
| 2022/2023 | Liga Mistrzów    | I runda kwalifikacyjna |
| 2022/2023 | Puchar CEV       | 1/32 finału            |

## Osiągnięcia
- Mistrzostwa Bośni i Hercegowiny:
  - 1. miejsce (7x): 2014, 2015, 2016, 2017, 2018, 2019, 2021
- Puchar Bośni i Hercegowiny:
  - 1. miejsce (8x): 2014, 2015, 2016, 2017, 2018, 2019, 2021, 2022
- Puchar Republiki Serbskiej:
  - 1. miejsce (11x): 2011, 2012, 2013, 2014, 2015, 2016, 2017, 2018, 2019, 2020, 2021